# 馬爾特尼夫卡 (博霍杜希夫區)
50°20′18″N 35°55′53″E / 50.33833°N 35.93139°E
馬爾特尼夫卡（烏克蘭語：Мартинівка）是位於烏克蘭東部的村莊，由哈爾科夫州博霍杜希夫區的佐洛奇夫市鎮負責管轄。該村始建於1700年，面積0.18平方公里，海拔高度186米，2001年人口71，人口密度每平方公里385.9人。